# Грабовецька сільська громада
Грабовецька сільська об'єднана територіальна громада — колишня об'єднана територіальна громада в Україні, у Стрийському районі Львівської області. Адміністративний центр — село Грабовець.
Площа громади — 65,9 км², населення — 4104 мешканці (2021).
Утворена 11 серпня 2015 року шляхом об'єднання Грабовецької, Довголуцької, Конюхівської та Монастирецької сільських рад Стрийського району.
Ліквідована 12 червня 2020 року шляхом включення до Грабовецько-Дулібівської громади.

## Населені пункти
До складу громади входять 6 сіл (нас. чол.):
Грабовець (1171)
Довголука (909)
Воля-Довголуцька (497)
Конюхів (893)
Колодниця (368)
Монастирець (411)

## Освіта
Освітня мережа громади складається з НВК в Конюхові (школа І-ІІІ ступеня та дошкільний навчальний заклад), Довголуцької школи І-ІІ ступеня, Воледовголуцької школи І ступеня та ДНЗ "Сонечко" у с. Довголука.

## Керівництво
Головою ОТГ є Богдан Володимирович Барабаш. Рада Грабовацької громади складається з 14 депутатів, 13 з них є позапартійними.